# Algirdas Motskus
Algirdas Motskus (lituanien : Mockus), né le 27 novembre 1953 à Klaipėda, est un coureur cycliste soviétique et lituanien des années 1970. Il est connu en France pour sa victoire au Grand Prix cycliste de L'Humanité en 1976. Son palmarès, outre des classements dans le Championnat de la RSS de Lituanie, doit beaucoup à cette victoire. Il est membre de l'équipe soviétique de 1976 à 1979. Il prolonge sa carrière de coureur par une fonction d'entraîneur au centre olympique de Klaipeda. Ce centre éminent du cyclisme lituanien, forme plusieurs champions cyclistes soviétiques, et lituaniens. Il a la charge notamment des jeunes Artūras Kasputis et Gintautas Umaras.

## Palmarès
- 1976
  - Grand Prix cycliste de L'Humanité
- 1979
  - 1rea étape de la Milk Race[3]